# Hollingen
Hollingen är en tätort som sträcker sig över gränsen mellan de båda kommunerna Aukra och Hustadvika i Møre og Romsdal fylke i västra Norge. Orten ligger vid fylkesväg 662. Härifrån går färjan till ön Gossa.